# Lista episoadelor din Jonas L.A.
Jonas L.A. rulează pe Disney Channel.

## Sumar
| România | România | România  | România            | România         |
| Sezon   | Sezon   | Episoade | Primul episod      | Ultimul episod  |
| ------- | ------- | -------- | ------------------ | --------------- |
|         | 1       | 21 / 21  | 19 septembrie 2009 | 30 mai 2010     |
|         | 2       | 13 / 13  | 11 septembrie 2010 | 1 ianuarie 2011 |

| Statele Unite | Statele Unite | Statele Unite | Statele Unite | Statele Unite    |
| Sezon         | Sezon         | Episoade      | Primul episod | Ultimul episod   |
| ------------- | ------------- | ------------- | ------------- | ---------------- |
|               | 1             | 21            | 2 mai 2009    | 14 martie 2010   |
|               | 2             | 13            | 20 iunie 2010 | 3 octombrie 2010 |

## Sezonul 1: 2009-2010
- Joe Jonas, Nick Jonas, Kevin Jonas și Chelsea Staub sunt prezenți în toate episoadele.
- John Ducey este absent în două episoade.
- Nicole Anderson este absentă în patru episoade.

| # | # / Sezon | Titlu                                                                     | Regizat de           | Scris de                            | Premieră originală | Premieră, România  | Cod |
| --- | --------- | ------------------------------------------------------------------------- | -------------------- | ----------------------------------- | ------------------ | ------------------ | --- |
| 1 | 1         | „Cântec Greșit” „Wrong Song”                                              | Jerry Levine         | Ivan Menchell                       | 2 mai 2009         | 19 septembrie 2009 | 105 |
| Kevin și Joe îl avertizează pe Nick că se îndrăgostește prea repede de iubirea lui, Penny, dar Nick nu îi ascultă. El devine deprimat când o aude pe Penny dedicând cântecul de dragoste scris de el special pentru ea pentru prietenul ei. Între timp, Stella creează o nouă linie de haine numită Stellcro și o folosește pe Macy să le testeze.Nick o invita pe Penny sa isi inregistreze piesa dedicata ei de Nick la studioul lor. Cântece - Nick Jonas - Give Love A Try Staruri invitate - Bridgit Mendler ca Penny |           |                                                                           |                      |                                     |                    |                    |     |
| 2 | 2         | „Filme groovy” „Groovy Movies”                                            | Paul Hoen            | Ivan Menchell                       | 9 mai 2009         | 26 septembrie 2009 | 102 |
| Băieții încearcă să reînoiască filmele de familie ale mamei lor, după ce le-au distrus pe cele originale.Mama lor le vede si spune ca sunt mai bune decat primele filme de familie. Absent - Nicole Anderson ca Macy Misa Staruri invitate - Rebecca Creskoff ca Sandy Lucas |           |                                                                           |                      |                                     |                    |                    |     |
| 3 | 3         | „Fata cu pizza” „Pizza Girl”                                              | Paul Hoen            | Heather MacGillvra Linda Mathious   | 16 mai 2009        | 3 octombrie 2009   | 107 |
| Când Joe,Nick și Kevin se îndrăgostesc de Marria, fata cu pizza, ei concurează pentru a o impresiona comandând tot mai multă pizza. Iar când tatăl lor le interzice să comande pizza ei scriu un cântec despre ea. Notă - Kevin face o referință la melodia Maria cântată de The Sound of Music Melodie - Pizza Girl Staruri invitate - Scheana Marie Jancan ca Maria,Rebecca Creskoff ca Sandy Lucas |           |                                                                           |                      |                                     |                    |                    |     |
| 4 | 4         | „Păstrând-o real” „Keeping It Real”                                       | Lev L. Spiro         | Michael Curtis Roger S. H. Schulman | 17 mai 2009        | 10 octombrie 2009  | 103 |
| Băieții găsesc treburi menajere simple să facă când fanii emoționați îi atacă. Melodii - Keep It Real Staruri invitate - Rebecca Creskoff ca Sandy Lucas,Kara Stribling ca Mica Fetiță |           |                                                                           |                      |                                     |                    |                    |     |
| 5 | 5         | „Prietenul cel mai bun al formației” „Band's Best Friend”                 | Linda Mendoza        | Kevin Kopelow Heath Seifert         | 7 iunie 2009       | 17 octombrie 2009  | 108 |
| Prietenul din copilărie al fraților Lucas, Carl, a venit să îi viziteze, dar îl manipulează popularitatea lor pentru avantajul său. Între timp, Stella e furioasă pe Macy deoarece ea a folosit banii pe care i-a împrumutat de la Stella pentru a cumpăra un cartof care are chipul lui Joe. Melodii - We Got To Work It Out Staruri invitate - Nate Hartley ca și Carl Schuster |           |                                                                           |                      |                                     |                    |                    |     |
| 6 | 6         | „Urmează-ți visul” „Chasing the Dream”                                    | Paul Hoen            | Kevin Kopelow Heath Seifert         | 14 iunie 2009      | 5 decembrie 2009   | 104 |
| Când Kevin o lasă pe Macy să fie cântăreață de fundal pe următorul album JONAS, află că vocea ei de fapt e groaznică, punându-l pe Kevin într-o situație neobișnuită. Cântec(e): Keep It Real Invitat Special: Rif Hutton ca Malcolm Meckle Notă:A fost difuzat în altă limbă, deoarece din cauza unor defecțiuni tehnice nu a fost disponibil sunetul pentru limba română. Problema a fost rezolvată în ziua următoare. |           |                                                                           |                      |                                     |                    |                    |     |
| 7 | 7         | „Victima modei” „Fashion Victim”                                          | Lev L. Spiro         | Michael Curtis Roger S.H. Schulman  | 21 iunie 2009      | 19 decembrie 2009  | 101 |
| Joe devine gelos când Stella se întâlnește cu Van Dyke, așa că el o cheamă pentru o întâlnire de uregență, stricând întâlnirea lui Stella. Pentru a se revanșa, Stella îi dă lui Joe niște haine urâte să le poarte la întâlnirea cu prim-ministrul. Melodii:Tell Me Why Invitați speciali:Chuck Hittinger ca Van Dyke Tosh și Millicent Martin ca Majestatea Sa |           |                                                                           |                      |                                     |                    |                    |     |
| 8 | 8         | „Sunetul acela care îl faci” „That Ding You Do”                           | Paul Hoen            | Heather MacGillvray Linda Mathious  | 28 iunie 2009      | 19 decembrie 2009  | 106 |
| Joe află că e greu să fi un membru JONAS când se îndrăgostește de Angelina care cântă în orchestră și urăște starurile rock, așa că Joe decide să cânte la trianglu în orchestră. Nick și Kevin se hotărăsc să îl ajute pe Joe intrând și ei în orchestră. Între timp, Macy și Stella pun un pariu, în care să vadă cine rezistă mai mult. Macy nu poate spune JONAS, iar Stella nu poate trimite mesaje. Băieții fac niște modificări la Dunărea Albastră în ziua concertului și Angelina este impresionată și hotărăște să iasă cu el.                                                                                        |           |                                                                           |                      |                                     |                    |                    |     |
| 9 | 9         | „Repetiția completă” „Complete Repeat”                                    | Sean McNamara        | Ivan Menchell                       | 5 iulie 2009       | 6 februarie 2010   | 109 |
| Nick e într-o pană de idei datorită unei zile foarte proaste. Când adoarme, visează un cântec grozav, dar nu și-l poate aminti când se trezește, deci Joe și Kevin încearcă să re-creeze ziua proastă a lui Nick pentru ca acesta să aibă din nou visul cu acel cântec grozav.El îl visează din nou dar se trezește înainte să se termine și află că a lăsat televizorul pornit și de fapt cântecul grozac e din reclama de la Crunchy Cats. El se enervează și până la urmă compune un cântec pe neașteptate. Cântec(e): I Did It All Again Invitată specială: Samantha Boscarino ca Amy Absentă: Nicole Anderson ca Macy Misa |           |                                                                           |                      |                                     |                    |                    |     |
| 10 | 10        | „Bolnav de dragoste” „Love Sick”                                          | Paul Hoen            | Michael Curtis Roger S.H. Schulman  | 2 august 2009      | 6 martie 2010      | 112 |
| Joe își pune întrebări cu privire la relația sa cu Stella când e invitat la o prezentare de modă. Între timp, Macy acceptă o întâlnire cu Randolph, dar decide să îl transforme în clona lui Nick.Kevin îi explică lui Joe că dacă iese împreună cu Stella atunci pun în pericol relația lor de prietenie.El hotărăște să anuleze întâlnirea pentru că trebuie să-și tunda sprâncenele. Melodie: Love Sick Invitat special: Graham Patrick Martin ca Randolph |           |                                                                           |                      |                                     |                    |                    |     |
| 11 | 11        | „Cei trei mușchetari” „The Three Musketeers”                              | Savage Steve Holland | Kim Duran Zachary Rosenblatt        | 9 august 2009      | 13 martie 2010     | 113 |
| Membrii JONAS își incearcă îndemânarea la actorie într-o producție a școlii după romanul Cei Trei Mușchetari. Joe devine gelos după ce află că Van Dyke Tosh, care îi ia locul lui Joe, că este băitul de care îi place lui Stella. Melodie: Tell Me Why Invitați speciali: Chuck Hittinger ca Van Dyke Tosh și Tangelia Rouse ca D-na. Snart |           |                                                                           |                      |                                     |                    |                    |     |
| 12 | 12        | „Romantic fanatic” „Frantic Romantic”                                     | Jerry Levine         | Ivan Menchell                       | 16 august 2009     | 27 martie 2010     | 115 |
| O revistă a scris despre Joe că are o relație cu o celebritate numită Fion Skye (Sara Paxton). Când Fiona a început să se țină după Joe, el și frații lui realizează că ceva trebuie făcut.Joe a încercat să o scârbească pe Fiona dar a eșuat.Macy îi dă băiatului,Joe,un sfat ca el să găsească o altă fată și să se prefacă că sunt îndrăgostiți ca Fiona să îl părăsească. Invitat special: Sara Paxton ca Fiona Skye |           |                                                                           |                      |                                     |                    |                    |     |
| 13 | 13        | „Pedeapsa” „Detention”                                                    | Jerry Levine         | Julie Sherman Wolfe                 | 23 august 2009     | 13 februarie 2010  | 110 |
| O profesoară îl lasă pe Joe nepedepsit după un accident cu alarma de incendiu, dar îi dă prietenei lui, Abby, pedeapsă pentru același accident. Apoi, Joe încearcă să ia și el o pedeapsă, reușind. El încearcă să îi ceară scuze lui Abby cu ajutorul lui Kevin și Nick. Între timp, Stella se luptă să ia o notă mare la ora de Educație Fizică, găsindu-și un sport pe care îl poate executa. Cântece: Tell me Why și Keep it Real Invitați speciali: Tangelia Rouse ca Doamna Snart, Carly Lang ca Abby și Bob Glouberman ca Domnul Spencer Absent: John Ducey ca Tom Lucas                                                 |           |                                                                           |                      |                                     |                    |                    |     |
| 14 | 14        | „Surpriza karaoke” „Karaoke Surprise”                                     | Paul Hoen            | Linda Mathious Heather MacGillvray  | 6 septembrie 2009  | 20 martie 2010     | 114 |
| Frații Jonas îi fac o supriză karaoke lui Stella deoarece fac 15 ani de când sunt prieteni, așa că Joe, Kevin, Nick și Macy ascund totul de Stella, dar ea când îi vede pe Joe și Macy crede că sunt împreună. În final petrecerea este un succes. Cântece: Give Love a Try(versiunea lui Joe) și Keep it Real |           |                                                                           |                      |                                     |                    |                    |     |
| 15 | 15        | „Nu prea singur acasă” „Home Not Alone”                                   | David Kendall        | Linda Mathious Heather MacGillvray  | 20 septembrie 2009 | 16 mai 2010        | 117 |
| Frații Lucas le dau un cadou de aniversare a tatei și a mamei iar tatăl fraților le spune niste reguli care să nu le facă acasă dar ei le fac pe toate cu excepția unei singure regule pe care o face Frankie:o petrecere cu ciudați în casă.Între timp Macy și Stella fac cu niște fani Jonas interviuri,povești și reprezentări ale lucrurilor trupei Jonas. Invitați speciali:Rebecca Creskoff ca Sandy Lucas |           |                                                                           |                      |                                     |                    |                    |     |
| 16 | 16        | „Uitând de ziua lui Stella” „Forgetting Stella's Birthday”                | Paul Hoen            | Kim Duran Zachary Rosenblatt        | 27 septembrie 2009 | 8 mai 2010         | 116 |
| Când Joe, Nick și Kevin uită de ziua de naștere a lui Stella, ei încearcă să planifice o altă zi, dar programul este în același timp cu "marele interviu". Melodii: Time Is On Our Side Invitat special: Jim Turner ca Robert Lincoln Coler Referința titlului: Forgetting Sarah Marshall |           |                                                                           |                      |                                     |                    |                    |     |
| 17 | 17        | „Povestea casei de pompieri bântuită” „The Tale of the Haunted Firehouse” | Paul Hoen            | Juile Sherman Wolfe                 | 11 octombrie 2009  | 31 octombrie 2009  | 119 |
| Când Kevin crede că este o fantomă în casa lor de pompieri , el îi recrutează pe Stella, Joe și Nick să îl ajute să o găsească. Ei nu cred că există o fantomă până când Nick dispare. Absentă: Nicole Anderson ca Macy Misa |           |                                                                           |                      |                                     |                    |                    |     |
| 18 | 18        | „Întâlnire dublă” „Double Date”                                           | Michael Curtis       | Michael Curtis Roger S.H. Schulman  | 8 noiembrie 2009   | 23 mai 2010        | 120 |
| Joe se simte groaznic că Stella este invitată la întâlniri cu Wandike la care o invită la restaurantul El Carne în care Wandike și Stella îi văd pe Joe și Macy după care Macy,Stella și Joe se ceartă din cauza întâlnirii.Între timp Kevin îi tot cere lui Nick să-i facă prăjiturele foarte bune că îi plac.La sfârșit Nick îi spune că dacă mănâncă o tonă înnebunește să facă lucruri sportive. |           |                                                                           |                      |                                     |                    |                    |     |
| 19 | 19        | „Umăr rece” „Cold Shoulder”                                               | Paul Hoen            | Heather MacGillvray Linda Mathious  | 6 decembrie 2009   | 20 februarie 2010  | 111 |
| Fosta prietenă a lui Kevin, Anya vine la ei la școală, dar copiii de la școală râd de ea pentru că o găsesc excentrică. Între timp Joe, Nick, Stella și Macy încearcă să afle cine face poze cu Jonas și le pune pe site-ul lui Macy. Cântec: I Left My Heart In Scandinavia (Mi-am Lăsat Inima În Scandinavia) Invitat special: Madison Riley ca Anya Notă: Acest episod poate fi văzut pe DVD-ul "JONAS: Rocking the House" care a apărut pe 22 septembrie 2009 ca un bonus. Scandinavia a fost primul cântec de la Jonas Brothers în care Kevin cântă.                                                                       |           |                                                                           |                      |                                     |                    |                    |     |
| 20 | 20        | „Frumoasa și ritmul” „Beauty and the Beat”                                | Savage Steve Holland | Kevin Kopelow Heath Seifert         | 24 ianuarie 2009   | 29 mai 2010        | 118 |
| Stela participă la un concurs de talente dar ea pierde spunând lucruri urâte despre America.La televizor juriul find frații Jonas trebuie să aleagă cine e câștigătorul. Absent:Nicole Adreson ca Macy Misa |           |                                                                           |                      |                                     |                    |                    |     |
| 21 | 21        | „Examen” „Exam Jam”                                                       | Paul Hoen            | Ivan Menchell                       | 14 martie 2009     | 30 mai 2010        | 121 |
| Macy face un interviu despre Jonas ca ei exsersează pentru turneu dar nu-l pot face pentru că Nick pică la examenul de la geometrie.Ca să țină frații Jonas turneul Nick trebuie să mai dea încă odată examenul la geometrie. |           |                                                                           |                      |                                     |                    |                    |     |

## Sezonul 2: 2010
| # | # / Sezon | Titlu                                           | Regizat de           | Scris de         | Premieră originală | Premieră, România  | Cod |
| --- | --------- | ----------------------------------------------- | -------------------- | ---------------- | ------------------ | ------------------ | --- |
| 22 | 1         | „Petrecerea” „House Party”                      | Paul Hoen            | Linda Mathious   | 20 iunie 2010      | 11 septembrie 2010 | 201 |
| Când băieții ajung în Los Angeles, află de la noul lor vecin, DZ, că trebuie să organizeze o petrecere. Între timp, Stella și Macy vin în Los Angeles, cu Stella gândindu-se că Joe vrea să continue relația lor romantică, dar lucrurile încep să meargă prost când el o întâlnește pe Vanessa Page (Abby Pivaronas).                                    |           |                                                 |                      |                  |                    |                    |     |
| 23 | 2         | „Înapoi pe plajă” „Back to the Beach”           | Paul Hoen            | Linda Mathious   | 27 iunie 2010      | 11 septembrie 2010 | 202 |
| Joe se pregătește pentru o audiție cu Vanessa Page, dar când ajunge se confruntă cu o cameră plină de actori care seamănă cu el. Stella și Kevin îl ajută să ia proba. Între timp, Nick devine gelos când un surfer, Stone Stevens o întreabă pe Macy dacă vrea să lucreze pentru el.                                                                     |           |                                                 |                      |                  |                    |                    |     |
| 24 | 3         | „Verde la intalniri” „Date expectations”        | Paul Hoen            | Paul Ruehl       | 2 iulie 2010       | 18 septembrie 2010 | 203 |
| Stella întâlnește un nou prieten, Ben, care îi dă întâlnire, iar ea acceptă. Joe devine gelos și îl înfruntă pe Ben. Între timp, intervine un război între Kevin și Nick pentru a vedea cine îl însoțește pe Justin Timberlake într-un turneu de ping-pong.                                                                                               |           |                                                 |                      |                  |                    |                    |     |
| 25 | 4         | „Și...Acțiune” „And...Action”                   | Paul Hoen            | Ned Goldreyer    | 11 iulie 2010      | 25 septembrie 2010 | 204 |
| Mătușa Stellei își găsește un nou hobby. Între timp Joe întâmpină dificultăți în realizarea filmului Forever April. |           |                                                 |                      |                  |                    |                    |     |
| 26 | 5         | „Răsfățații Americii” „"America's Sweethearts"” | Eyal Gordin          | Jessica Kaminsky | 25 iulie 2010      | 13 noiembrie 2010  | 205 |
| Joe solicită Stella pentru a afla dacă Vanessa-l place, dar Stella nu este dispus să facă acest lucru, așa că nu reușește. Ea se află la Joe, spunându-i că Vanessa nu are sentimente pentru el, care a rezultat în ambele costars fiind rănit. Kevin devine asistentul lui Mona.                                                                         |           |                                                 |                      |                  |                    |                    |     |
| 27 | 6         | „Iubire Ascunsă” „The Secret”                   | Paul Hoen            | Grace Parra      | 1 august 2010      | 12 decembrie 2010  | 206 |
| Când Big Man frunze Nick responsabil de vizionarea lui nepoata Kiara pentru a doua zi și ea cifre că Nick și Macy au ținut relația lor un secret de la oricine altcineva. În scopul de a păstra tăcerea ei, Nick este de acord pentru a înregistra o melodie cu ea. Între timp, Joe Kevin accidental dă un ochi negru în timpul formării sale lupte film. |           |                                                 |                      |                  |                    |                    |     |
| 28 | 7         | „O poveste Wasaby” „A Wasaby Story”             | John Scott           | Danny Warren     | 8 august 2010      | 1 ianuarie 2011    | 207 |
| Vanessa organizează o dată dublu cu Stella și Ben și Joe și ei să aibă un bucătar de sushi lume celebru pentru ei. Lucrurile se complică atunci când Ben și Vanessa constată că Joe și Stella au avut ceva între ele înainte. Kevin și Nick sunt mergi la un teren de golf și Macy întreabă dacă ea poate veni de-a lungul.                               |           |                                                 |                      |                  |                    |                    |     |
| 29 | 8         | „În aer” „Up in the air”                        | John Scott           | Marc Warren      | 15 august 2010     | 14 decembrie 2010  | 208 |
| Întreabă dacă Stella Mona Joe vrea să fie designer de noi pe set, mult la supărare Vanessa lui. Între timp, Kevin spune Nick că Macy place numai cadouri lucrate manual, așa că el face o cană pentru ea lor pentru o lună-iversary. |           |                                                 |                      |                  |                    |                    |     |
| 30 | 9         | „Direct la video” „Direct to Video”             | Paul Hoen            | Ned Goldreyer    | 22 august 2010     | 27 noiembrie 2010  | 209 |
| Cei doi frati decide să facă un videoclip nou, care Kevin vrea să directă, dar este supărat după ce tatăl său angajează un director popular videoclip, Mc P, direct la video în loc. Între timp, Frankie are o pasiune pentru Macy și încearcă să câștige inima ei departe de Nick. Lisa De asemenea, Stella primi e bolnav și mătușa are grijă de ei.    |           |                                                 |                      |                  |                    |                    |     |
| 31 | 10        | „Dulăpiorul pentru flirt” „The Flirt Locker”    | Paul Hoen            | Jennifer Fisher  | 29 august 2010     | 28 noiembrie 2010  | 210 |
| Un blogger celebritate bine-cunoscut numele Jessika poreclit "Brat Movie" Joe interviuri pentru filmul său, astfel Joe decide să flirteze cu ea pentru a dovedi că Stella farmecul său este universal. Nick se întâlnește cu un producător de muzică. De asemenea, Big Man face Kevin face un antrenament viguros pentru a obține înapoi în formă.        |           |                                                 |                      |                  |                    |                    |     |
| 32 | 11        | „Excursie cu barca” „Boat trip”                 | Savage Steve Holland | Lester Lewis     | 12 septembrie 2010 | 11 decembrie 2010  | 211 |
| Cu Joe și Stella nu vorbesc unul cu altul, Nick și Macy vină cu un plan să-i vorbească. Între timp, David Henrie provocări Kevin la un concurs reality show. |           |                                                 |                      |                  |                    |                    |     |
| 33 | 12        | „La radio” „On the Radio”                       | Savage Steve Holland | Jessica Kaminsky | 26 septembrie 2010 | 11 decembrie 2010  | 212 |
| În acest episod Joe, Nick și Kevin face un interviu la radio pentru a spune fanii lor, aceștia nu sunt de rupere în sus. La interviu se află fiecare dintre ele au făcut un proiect secundar. |           |                                                 |                      |                  |                    |                    |     |
| 34 | 13        | „Atenție cântă Frații” „Band of Brothers”       | Ryan Shiraki         | Ryan Shiraki     | 3 octombrie 2010   | 12 decembrie 2010  | 212 |
| Baieti plan un concert secret pentru a arăta fanilor lor că nu sunt de rupere în sus. Între timp, Stella vrea să se mute înapoi la New Jersey și Joe încearcă să o oprească. |           |                                                 |                      |                  |                    |                    |     |